# S Club (film)
S Club (ang. Seeing Double) – brytyjsko-hiszpańska komedia z gatunku musical z 2003 roku w reżyserii Nigela Dicka, opowiadający o brytyjskiej grupie muzycznej – S Club. Wyprodukowana przez wytwórnię Columbia Pictures.
Premiera filmu odbyła się 11 kwietnia 2003 w Wielkiej Brytanii. Zdjęcia do filmu zrealizowano w Barcelonie w Hiszpanii i w Stanach Zjednoczonych, w Kalifornii (w Hollywood w Los Angeles i Long Beach).

## Fabuła
Popularny wśród nastolatków zespół muzyczny S Club kończy trasę koncertową po Europie. Jon (Jon Lee) i pozostali członkowie grupy marzą o odpoczynku w Barcelonie. Wkrótce ich menedżer znika w niewyjaśnionych okolicznościach, a telewizja nadaje transmisję na żywo z koncertu S Club w Los Angeles.

## Obsada
Źródło: Filmweb
- David Gant jako Victor
- Joseph Adams jako Alistair
- Rachel Stevens jako Rachel
- Hannah Spearritt jako Hannah
- Jo O’Meara jako Jo
- Bradley Mcintosh jako Bradley
- Jon Lee jako Jon
- Tina Barrett jako Tina
- Cristina Piaget jako Susan Sealove
- Meritxell Santamaria jako Natalie